# 西洋道中膝栗毛
『万国航海 西洋道中膝栗毛』（ばんこくこうかい せいようどうちゅうひざくりげ）は、仮名垣魯文・総生寛（第12編より）作の滑稽本。1870年（明治3年）12月 - 1876年（明治9年）刊。初編序文には明治3年9月とある。全15編30冊、万笈閣刊。挿画は落合芳幾・3代目歌川広重（第5編）・猩々暁斎など。

## 概要
十返舎一九の『東海道中膝栗毛』にならって、弥次郎兵衛、北八の3代目の孫ふたりを、イギリスのロンドン万国博覧会見物に出立させ、その道中の滑稽を叙したものである。当時、大当たりをとっていた福澤諭吉の『西洋旅案内』にあてこみ、これと膝栗毛の趣向を取り合わせたのである。魯文には洋行体験はないものの、英文の読書は出来たので、文物の知識は的確であり物語としては荒唐無稽ではない。しかし、後半は話のスケールが広がって、魯文の手にあまり、他の作者に委託している。

## あらすじ
神田八丁堀に生まれた弥次郎兵衛と北八は、横浜弁天通で西洋物の店を出し、しかし店は妻に任せきり、自分らは売込の才取をしていた。ある日、商人大腹屋広蔵の手代としてロンドンの博覧会見物に行く話がまとまる（初編）。
2月、一行男女14、5人はシャンハイをめざして出航し、シャンハイで北八は中国人の汚穢屋とぶつかり、屎桶を頭からかぶり、牛屋の2階で女と戯れて損害賠償請求を受け、ひとり山に迷いこみ、関帝廟近くで泥棒のために全裸にされて気絶する（第2編）。
ホンコンに着き、娼家に遊興し、弥次郎兵衛が便器を水差しと間違える。暴風にあいながらサイゴンに向かう（第3編）。
シンガポールに上陸し、畑のスイカを無断で食べて番人につかまり、夜に逃げ出す。船に乗り、マラッカ、スマトラ辺で船内の女のところに忍びこみ、しかししくじる（第4編）。
セイロン島ゴールに着き、土人の相撲を見て、2人は仲間入りし、土人を投げ、怒りを買い、ゾウに追われて池に飛び込む（第5編）。
ゴールからアデンに行く途中、通次郎は外国新聞を翻訳し、軍談口調で弁じ立てる（第6編）。
船は紅海アデンに着き、弥次郎兵衛、北八、通次郎は、妓女をひやかし、弥次郎兵衛はかえって手込めにされる（第7編）。
弥次郎兵衛、北八は滞在中、潮干狩りでタコに吸い付かれ、時刻がわからず満潮におぼれかける（第8編）。
スエズ港に上陸、一行はホテルで宴会を開き、互いの無事をよろこぶ。翌日、5人でカイロ城下見物。弥次郎兵衛と北八は馬車内で、吉原遊びののろけを言い張り合ううちに、馬車から転落、死に損ない、カイロ病院で治療を受ける。地中海マルタ島に着き、大量のサンゴを買い込み、もくろんで船に戻るがにせものと判明し、2人は地団駄踏んでくやしがる。親方に頼み込んで船をマルタ島に帰してくれとたのむなど。ジブラルタルの瀬戸に着き、祝砲を放ち土人の眠りを覚ます（第9編から第11編）。
ロンドン着。見物の準備中、2人はロンドン見物をして通ぶるつもりで列車に乗り、例によって失敗し、かろうじて宿に送り返され、翌日から一行は博覧会見物、ロンドン見物、飛脚船に乗り込み、横浜に無事帰航した（第12編から第15編）。 